# فكتور فون لانغ
فكتور فون لانغ (بالألمانية: Viktor von Lang)‏ هو عالم بلورات ‏ وفيزيائي وكيميائي نمساوي، ولد في 2 مارس 1838 في فينر نويشتات في النمسا، وتوفي في 3 يوليو 1921 في فيينا في النمسا.